# Feldbahn von Peitaiho
| Deutsche Zwillinge auf der „Feldbahn Pei tha ho-Deutsches Lager“ |                     |                                               |                                               |
| Ehemaliger Streckenverlauf auf einer Karte von 2022 |                     |                                               |                                               |
| Streckenlänge: | 7 km                |                                               |                                               |
| Spurweite: | 600 mm (Schmalspur) |                                               |                                               |
| |                     |                                               |                                               |
| \| \| \| normalspurige Bahnstrecke Tianjin-Shanhaiguan \| \| \| \| 0 \| Bahnhof Peitaiho (heute: Beidaihe) \| Bahnhof Peitaiho (heute: Beidaihe) \| \| \| \| \| \| \| \| 7 \| Sommerlager, Proviantamt und Genesungsheim \| Sommerlager, Proviantamt und Genesungsheim \| |                     |                                               |                                               |
| Bahnhof quer |                     | normalspurige Bahnstrecke Tianjin-Shanhaiguan | normalspurige Bahnstrecke Tianjin-Shanhaiguan |
| Kopfbahnhof Streckenanfang (Strecke außer Betrieb) | 0                   | Bahnhof Peitaiho (heute: Beidaihe)            | Bahnhof Peitaiho (heute: Beidaihe)            |
| Strecke (außer Betrieb) |                     |                                               |                                               |
| Kopfbahnhof Streckenende (Strecke außer Betrieb) | 7                   | Sommerlager, Proviantamt und Genesungsheim    | Sommerlager, Proviantamt und Genesungsheim    |

Die Feldbahn von Peitaiho war eine 7 km lange Feldbahn mit einer Spurweite von 600 mm beim heutigen Beidaihe in China.

## Streckenverlauf und Geschichte
Die von deutschen Streitkräften verlegte Feldbahn verband den Bahnhof Peitaiho an der normalspurigen Bahnstrecke Tianjin-Shanhaiguan mit einem 7 km entfernten militärischen Sommerlager. Dort war eine Truppe von 4000 Mann stationiert und es gab dort ein Proviantamt und ein Genesungsheim.
Die Strecke wurde im September 1900 gebaut. Auf ihr entwickelte sich ein so starkes Verkehrsaufkommen, dass sie dieses mit 18 bis 22 Zügen pro Tag, die anfangs aus 3 später aus 4 Wagen bestanden, kaum bewältigen konnte. An manchen Tagen war die Ladung von 26 Normalspurwagen von 20 t Tragfähigkeit zu befördern.

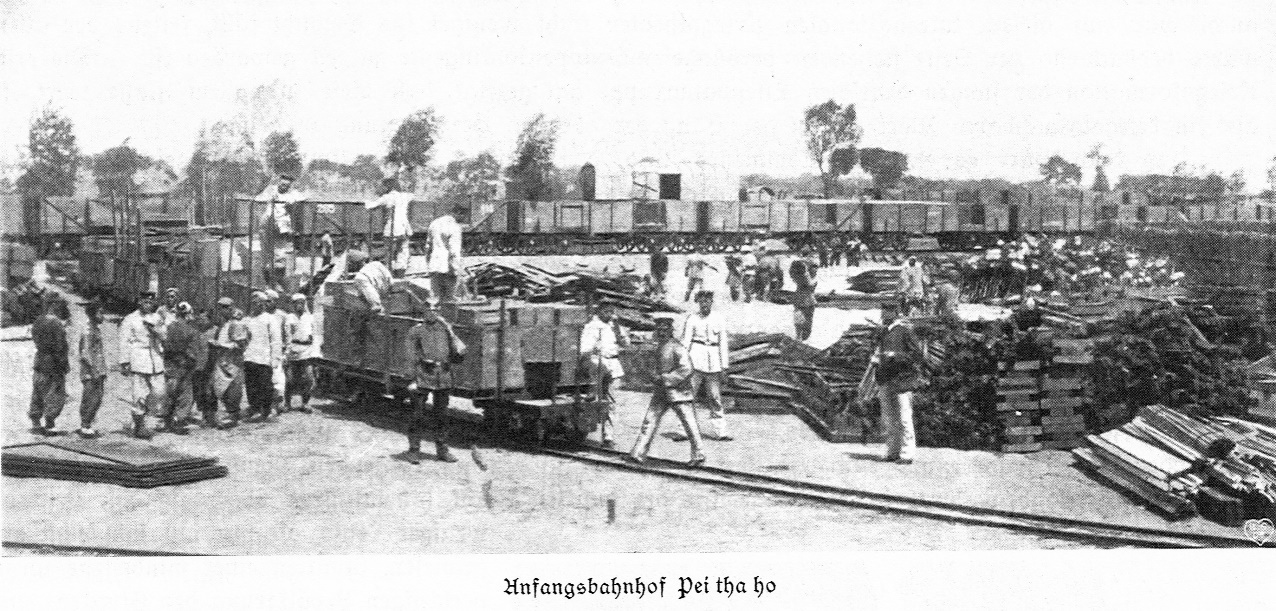
„Anfangsbahnhof Pei tha ho“
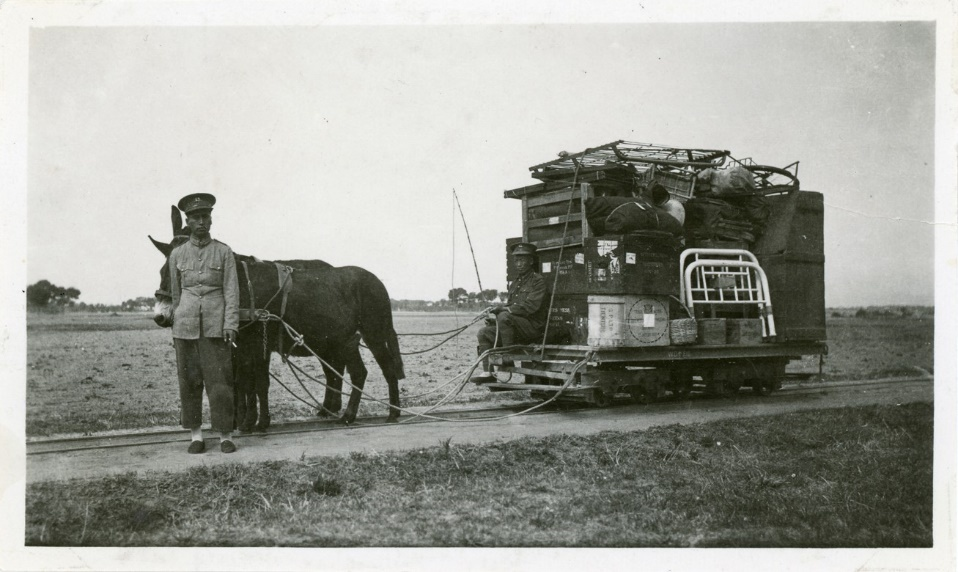
Nach dem Abzug der deutschen Streitkräfte wurde das Gleis als Pferdebahn genutzt